# Svitanok, Rozdilna
Svitanok (în ucraineană Світанок) este un sat în comuna Rozdilna din raionul Rozdilna, regiunea Odesa, Ucraina.

## Demografie
Componența lingvistică a localității Andrievo-Ivanove
     Ucraineană (70,83%)
     Română (18,75%)
     Rusă (9,38%)
Conform recensământului din 2001, majoritatea populației localității Andrievo-Ivanove era vorbitoare de ucraineană (70,83%), existând în minoritate și vorbitori de română (18,75%), rusă (9,38%) și găgăuză (1,04%).